# Eugène Châtelain
Pour les articles homonymes, voir Châtelain.
Eugène Pierre Amable Châtelain (Paris, 6 décembre 1829 - Paris 11e, 7 juin 1902) est un ouvrier ciseleur, poète et journaliste français. 
Socialiste, il participe à la Révolution de 1848 et à la Commune de Paris. En 1889, il adhère à l'éphémère groupe La Commune, groupe révolutionnaire socialiste fondé par Félix Pyat et Eugène Protot.

## Biographie
Ouvrier ciseleur, il combattit sur les barricades en juin 1848 contre les troupes de Eugène Cavaignac et en décembre 1851 contre le coup d'État de Louis Bonaparte.

### Le Second Empire et la Commune de Paris
Membre de la Première Internationale, en 1870, pendant le siège allemand de Paris, il fut membre du Comité central républicain des Vingt arrondissements, du Comité central de la Garde nationale et de la Ligue pour la défense à outrance. Le 26 mars 1871, il ne se présenta pas comme candidat au Conseil de la Commune, jugeant le comportement des communards envers le gouvernement de Versailles trop passif. Il a combattu sur les barricades pendant la Semaine sanglante et a réussi à s'échapper de Versailles pour se réfugier à Jersey, où il appartint à la Société des républicains socialistes fondée en 1872, et de là en Angleterre (voir Exil des communards).

### Après l'amnistie
De retour à Paris avec l'amnistie de 1880, il dirige la revue Le Coup de feu et publie deux recueils de poèmes populaires, Les Exilées de 1871, en 1886, et Mes dernières Nées, en 1891. À la fin de sa vie, il fut brièvement le secrétaire de la revue L'Œuvre d'art international (1900).

## Œuvres

### Chansons
- Vive la Commune (1871)

### Poésie
- Le Premier Mai 1891 (1890)